# ویسکی ایرلندی

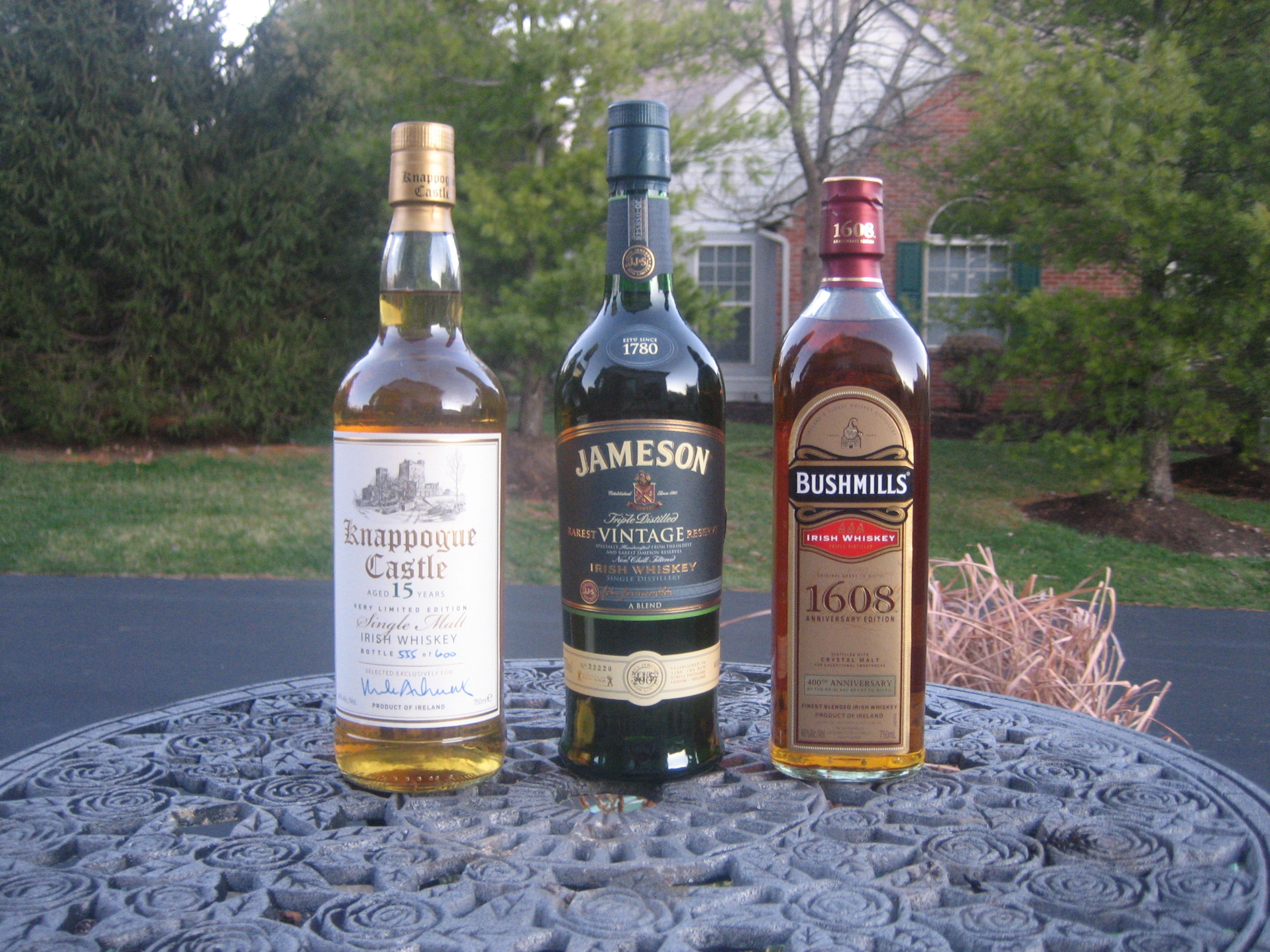
چند بطری ویسکی ایرلندی

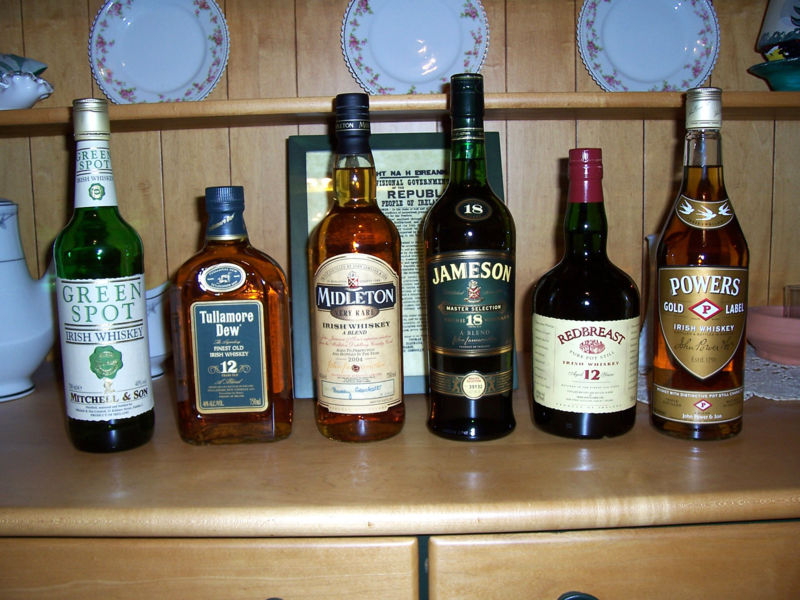
چند بطری ویسکی ایرلندی

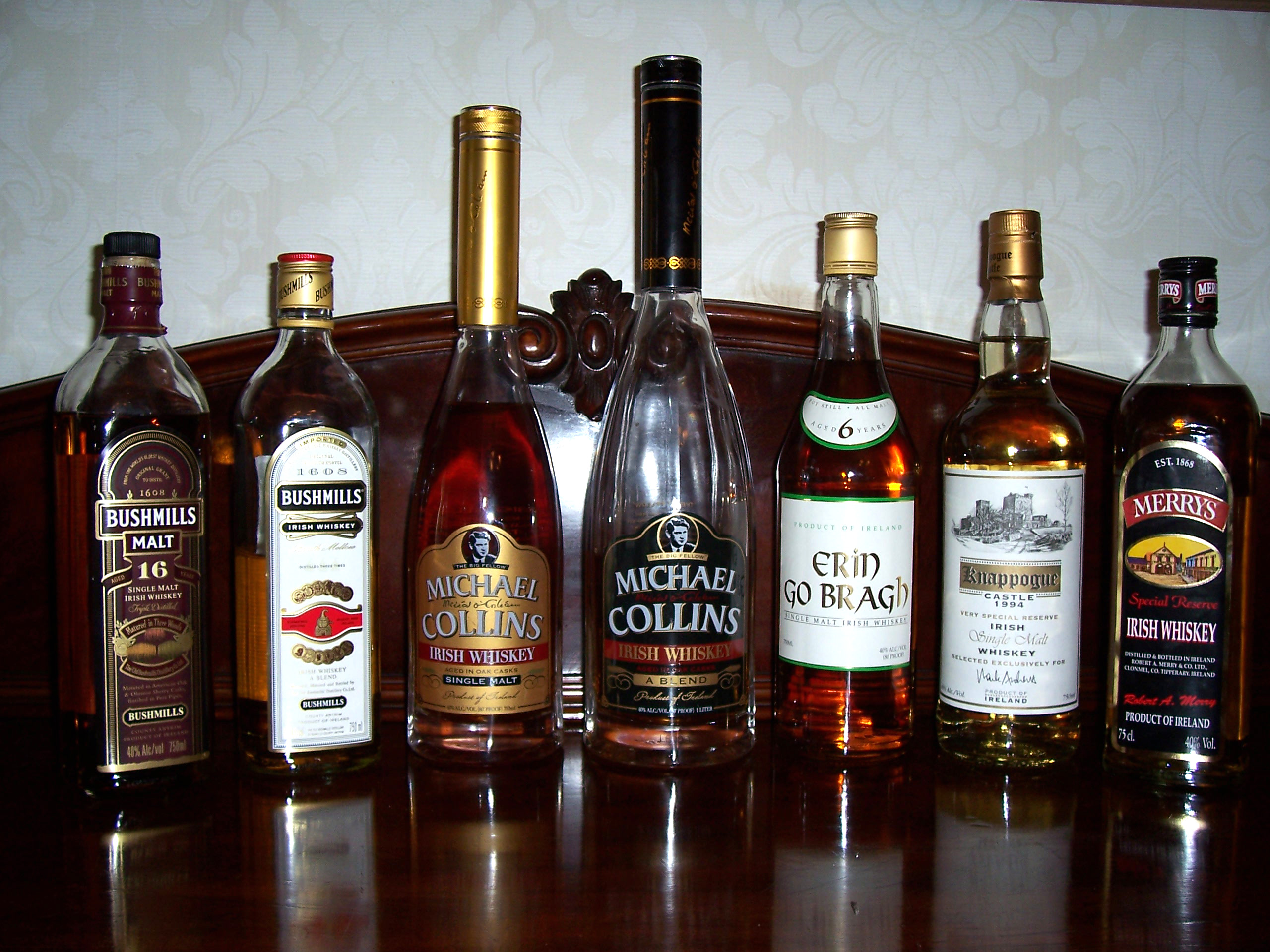
چند بطری ویسکی ایرلندی

ویسکی ایرلندی (به انگلیسی: Irish whiskey) یک مدل ویسکی است که از مالت درست می‌شود. این ویسکی در کشور ایرلند درست می‌شود به همین خاطر به این نام خوانده می‌شود.